# Acanthodelta externesignata
Acanthodelta externesignata är en fjärilsart som beskrevs av Saalmüller 1880. Acanthodelta externesignata ingår i släktet Acanthodelta och familjen nattflyn. Inga underarter finns listade i Catalogue of Life.